# The Rossington Band
The Rossington Band fue un grupo estadounidense formado por el guitarrista Gary Rossington, de Lynyrd Skynyrd, y su esposa Dale Krantz-Rossington, después de la disolución de Rossington Collins Band. En 1982, Gary y Dale contrajeron matrimonio. Lanzaron al mercado dos álbumes, Returned to the Scene of the Crime (1986) y Love Your Man (1988).

## Músicos principales
- Gary Rossington - Guitarras
- Dale Krantz-Rossington - Voz

## Discografía

### Estudio
- Returned to the Scene of the Crime (1986)
- Love Your Man (1988)[2]